# كويزي كروي الأبواغ
كويزي كروي الأبواغ[بحاجة لمصدر] (الاسم العلمي: Cantharellus sphaerosporus) هو نوع من الفطريات يتبع جنس الكويزي من فصيلة الكويزية.